# توکی‌تسونه کئوکی
توکی‌تسونه کئوکی (به ژاپنی: 言経卿記) نوشته یاماشینا توکی‌تسونه (۱۵۴۳ - مرگ ۱۶۱۱) یک کوگه (یک منصب اشرافی) در دوره آزوچی-مومویاما بود. این کتاب یکی از منابع تاریخی ژاپن و نوشتن آن از ۱۵۷۶ تا ۱۶۰۸ به مدت بیش از ۳۰ سال به طول انجامیده‌است. در مورد بازی تسومه شوگی (نوعی شوگی) قدیمی‌ترین منبع محسوب می‌شود. یک بخش از آن از بین رفته است و در حال حاضر در بخشی از دانشگاه توکیو نگهداری می شود.